# Karaburun
Karaburun (grec: Αχιρλί, Akhirlí) és un municipi i centre administratiu del districte homònim situat a la província turca d'Esmirna. El districte correspon aproximadament al territori de la península de Karaburun, que es troba al nord dels complexos turístics del municipi veí de Çeşme i les seves dependències i a l'oest de la ciutat d'Esmirna. De fet, es tracta d'un dels punts més occidentals d'Anatòlia. El poble de Karaburun es troba prop de la punta septentrional de la península i custodia l'entrada al golf d'Esmirna. A l'altra banda de l'estret hi ha Foça, un altre centre turístic important. El districte fa frontera amb els districtes de Çeşme i Urla al sud i té l'illa grega de Quios a l'oest.
Dita igualment Stilàrion (grec medieval: Στυλάριον) en l'edat mitjana, podria ser la mateixa ciutat que apareix amb el nom d'«Estilar» o «Stilar» en les fonts medievals catalanes.